# 西日本国際音楽コンクール
西日本国際音楽コンクール（にしにほんこくさいおんがくこんくーる、英称：Nishinihon International Music Competition）は、福岡県福岡市において1954年から毎年開催されている音楽コンクール。西日本新聞社、西日本音楽協会、テレビ西日本、福岡音楽文化協会、末永文化振興財団の共催。
1954年に末永博子（福岡音楽学院名誉院長）によって「西日本出身新人紹介演奏会」として創設される。1974年には、後にベルリン・フィルハーモニー管弦楽団のコンサートマスターとなった（2009年退団）安永徹が出演した。
2009年からは対象を高校生から募集、世界各国に範囲を広げ、名称を「西日本新人演奏会」とする。2010年から名称を「西日本国際音楽コンクール」に変更。音楽奨励金は100万円。